# Sporting Clube de Macau
Sporting CM (celým názvem: Sporting Clube de Macau) je čínský fotbalový klub, který sídlí ve zvláštní správní oblasti Čínské lidové republiky Macao. Založen byl v roce 1926. Pojmenován byl podle portugalského klubu Sporting Clube de Portugal, který s macajským jmenovcem spolupracuje. Jedná se o vítěze macajské nejvyšší fotbalové soutěže z ročníku 1990/91. Klubové barvy jsou zelená a bílá. Od sezóny 2014 působí v macajské nejvyšší fotbalové soutěži.
Své domácí zápasy odehrává na Estádio Campo Desportivo s kapacitou 16 272 diváků.

## Získané trofeje
Zdroj: 
- Liga de Elite ( 1× )
  - 1990/91
- Taça de Macau ( 1× )
  - 1951

## Umístění v jednotlivých sezonách
Stručný přehled
Zdroj: 
- 1990–1991: Campeonato da 1ª Divisão
- 2011–2012: Campeonato da 3ª Divisão – sk. B
- 2013: Campeonato da 2ª Divisão
- 2014– : Liga de Elite

Jednotlivé ročníky
Zdroj: 
Legenda: Z - zápasy, V - výhry, R - remízy, P - porážky, VG - vstřelené góly, OG - obdržené góly, +/- - rozdíl skóre, B - body, červené podbarvení - sestup, zelené podbarvení - postup, fialové podbarvení - reorganizace, změna skupiny či soutěže
| Portugalský Macao (1990 – 1999) |                                  |        |     |     |     |     |     |     |     |     |        |
| Sezóny                          | Liga                             | Úroveň | Z   | V   | R   | P   | VG  | OG  | +/- | B   | Pozice |
| 1990/91                         | Campeonato da 1ª Divisão         | 1      | ... | ... | ... | ... | ... | ... | ... | ... | 1.     |
| ...                             |                                  |        |     |     |     |     |     |     |     |     |        |
| Macao (1999 – )                 |                                  |        |     |     |     |     |     |     |     |     |        |
| Sezóny                          | Liga                             | Úroveň | Z   | V   | R   | P   | VG  | OG  | +/- | B   | Pozice |
| ...                             |                                  |        |     |     |     |     |     |     |     |     |        |
| 2011                            | Campeonato da 3ª Divisão – sk. B | 3      | 7   | 2   | 2   | 3   | 11  | 7   | +4  | 8   | 6.     |
| 2012                            | Campeonato da 3ª Divisão – sk. B | 3      | 5   | 5   | 0   | 0   | 29  | 6   | +23 | 15  | 1.     |
| 2013                            | Campeonato da 2ª Divisão         | 2      | 18  | 16  | 1   | 1   | 60  | 11  | +49 | 49  | 1.     |
| 2014                            | Liga de Elite                    | 1      | 16  | 12  | 2   | 2   | 41  | 11  | +30 | 38  | 2.     |
| 2015                            | Liga de Elite                    | 1      | 18  | 10  | 4   | 4   | 41  | 24  | +17 | 34  | 5.     |
| 2016                            | Liga de Elite                    | 1      | 18  | 11  | 4   | 3   | 50  | 15  | +35 | 37  | 3.     |
| 2017                            | Liga de Elite                    | 1      | 18  | 4   | 4   | 10  | 16  | 49  | -33 | 16  | 7.     |
| 2018                            | Liga de Elite                    | 1      | 18  |     |     |     |     |     |     |     |        |

## Účast v asijských pohárech
Zdroj: 
| Ročník | Soutěž                    | Kolo    | Klub           | Doma | Venku | Celkem |
| ------ | ------------------------- | ------- | -------------- | ---- | ----- | ------ |
| 1991   | Asijské mistrovství klubů | 1. kolo | South China AA | 0:5  | 1:9   | 1:14   |